# Jadwiga Damse
Jadwiga Damse, później Witowska (ur. 5 września 1947 w Nisku) – polska saneczkarka, olimpijka z Grenoble 1968.
Na igrzyskach olimpijskich w 1968 wystartowała w jedynkach, zajmując 5. miejsce.